# Thyzza
Thyzza est un village kabyle du nord de l'Algérie qui fait partie de la commune d'Ammal, dans la wilaya de Boumerdès. Il est constitué des localités Thyzza, Issouhane, Aith bouhouda, Boussalah.
À l'image des autres villages de Kabylie, Thyzza est une région très boisée notamment du côté d'Issouhane et de Djerrah. Les plantations les plus fréquentes sont les oliviers, figuiers, grenadiers et autres arbres fruitiers.